# Poolbillard-Jugendeuropameisterschaft 1991
Die Poolbillard-Jugendeuropameisterschaft 1991 war die elfte Austragung der von der European Pocket Billiard Federation veranstalteten Jugend-Kontinentalmeisterschaft im Poolbillard. Sie fand in Leningrad statt.
Ausgespielt wurden die Disziplinen 14/1 endlos, 8-Ball und 9-Ball sowie Mannschafts-Wettbewerbe in den Kategorien Junioren und Schüler.

## Medaillengewinner
| Disziplin              | Gold             | Silber          | Bronze                    |       |
| ---------------------- | ---------------- | --------------- | ------------------------- | ----- |
| Junioren – 14/1 endlos | Samuel Clemann   | Thomas Mehtala  | Tront Engeback K. Immonen | [ 1 ] |
| Junioren – 8-Ball      | Bernd Jahnke     | T. Ragossnig    | T. Glorstad Zoltan Brand  | [ 2 ] |
| Junioren – 9-Ball      | Dirk Bastin      | R. Vorburger    | Šandor Tot Roger Lysholm  | [ 3 ] |
| Junioren-Mannschaft    | Deutschland      | Österreich      | Norwegen Schweiz          | [ 4 ] |
| Schüler – 14/1 endlos  | Dieter Mussemann | M. Gassner      | Rico Diks M. Nygren       | [ 5 ] |
| Schüler – 8-Ball       | Uwe Bastin       | Marcus McIntyre | K. Hauge W. Brugger       | [ 6 ] |
| Schüler – 9-Ball       | Michael Remy     | A. Ettelin      | T. Reindl Sascha Specchia | [ 7 ] |
| Schüler-Mannschaft     | Finnland         | Deutschland     | Schweden Norwegen         | [ 8 ] |